# Malangen
Malangen (Malangsfjorden) (samisk: Málatvuotna) er en 60 kilometer lang fjord i Troms og Finnmark fylke i Norge. Fjorden går mellem øerne Senja og Kvaløya og videre ind i fastlandet. Grænsen mellem nutidens Lenvik kommune (i vest) og Tromsø og Balsfjord kommuner (i øst) går i fjorden, som også er en del af  Målselv kommune
Fra Håkon Håkonssons saga ved vi, at "bjarmar rymdi fyrir tattarum" – at i 1242 flygtede bjarmerne for Djengis Khans fremrykkende hær. De fik lov til at slå sig ned i Malangen, forudsat, at de påtog sig forsvaret mod indtrængende russere og karelere. 

## Tidligere kommune
Malangen var tidligere også en selvstændig kommune. Oprindelig var Malangen del af Balsfjord formandskabsdistrikt. 1. januar 1871 blev Malangen skilt ud som selvstændig kommune med 1.425 indbyggere. Samtidig blev en del af Lenvik med 70 indbyggere overført til Malangen.
1. januar 1873 blev en del af Malangen med 287 indbyggere overført til Tromsøysund.
I 1891 blev nogle parceller på Målsnes i Malangen med 30 indbyggere overført til Målselv.
1. januar 1964 blev det meste af Malangen og Balsfjord slået sammen til en kommune som fik navnet Balsfjord. Malangen havde ved sammenlægningen 1.940 indbyggere. Naveren og Målsnes i Malangen med 118 indbyggere kom ind i Målselv kommune. 